# 36 Dywizja Piechoty (Cesarstwo Niemieckie)
36 Dywizja (niem. 36. Division (Deutsches Kaiserreich)) – niemiecki związek taktyczny okresu Cesarstwa Niemieckiego, stacjonujący w Gdańsku (Danzig).
Dywizja istniała w latach 1890−1919, od 2 sierpnia 1914 pod nazwą: 36 Dywizja Piechoty (36. Infanterie-Division (Deutsches Kaiserrreich)). Wchodziła w skład XVII Korpusu Armii Niemieckiej.

## Skład dywizji
2 sierpnia 1914
- 69 Brygada Piechoty – 69. Infanterie-Brigade w Grudziądzu (Graudenz)
  - 129 Pułk Piechoty (3 Zachodniopruski) (3. Westpreußisches Infanterie-Regiment Nr. 129) – w Grudziądzu (Graudenz)
  - 175 Pułk Piechoty (8 Zachodniopruski) (8. Westpreußisches Infanterie-Regiment Nr. 175) – w Grudziądzu (Graudenz) i w Świeciu (Schwetz)
- 71 Brygada Piechoty – 71. Infanterie-Brigade w Gdańsku (Danzig)
  - 5 Pułk Grenadierów im. Króla Fryderyka I (4 Wschodniopruski) (Grenadier-Regiment König Friedrich I. (4. Ostpreußisches) Nr. 5) w Gdańsku (Danzig)
  - 128 Gdański Pułk Piechoty (Danziger Infanterieregiment Nr. 128) – w Gdańsku (Danzig) i w Gdańsku-Nowym Porcie (Neufahrwasser)
- Przyboczna Brygada Huzarów (Leib-Husaren-Brigade) w Gdańsku (Danzig)
  - 1 Przyboczny Pułk Huzarów (1. Leib-Husaren-Regiment Nr. 1) – w Gdańsku-Wrzeszczu (Danzig-Langfuhr)
  - 2 Przyboczny Pułk Huzarów im. Królowej Prus Wiktorii (2. Leib-Husaren-Regiment Königin Victoria von Preußen Nr. 2) – w Gdańsku-Wrzeszczu (Danzig-Langfuhr)
- 36 Brygada Artylerii Polowej – 36. Feldartillerie-Brigade w Gdańsku (Danzig)
  - 36 Pułk Artylerii Polowej (2 Zachodniopruski) (2. Westpreußisches Feldartillerie-Regiment Nr. 36) – w Gdańsku (Danzig)
  - 72 Pułk Artylerii Polowej (Feldartillerie-Regiment Nr. 72 Hochmeister) – w Kwidzynie (Marienwerder) i w Starogardzie Gdańskim (Preußisch Stargard)